# 衛君孺
衛君孺（?—?），《史记》作衛孺，西汉人物，河东郡平阳县（今山西省临汾市西南）人，卫子夫的长姐。
衛君孺是母亲卫媪所生长女，是平阳侯曹参家族的家奴。她有兄长衛长君，两个妹妹：衛少兒、衛子夫。母亲和鄭季私通，生下儿子卫青。衛長君、卫子夫的父亲不详，《史记》、《汉书》称他们与卫青都冒姓卫氏。后来衛子夫被汉武帝宠爱，衛君孺嫁给太仆公孙贺之妻，生子公孙敬声。在巫蛊之祸，公孙贺、公孙敬声、衛子夫全部罹难。

## 亲属
- 母亲：卫媪
- 哥哥：卫长君
- 妹妹：卫少儿
- 妹妹：卫子夫（死于巫蛊之祸）
- 弟弟：卫青（同母异父）
- 丈夫：公孙贺（死于巫蛊之祸）
- 长子：公孙敬声（死于巫蛊之祸），儿媳：□氏